# De Humani Corporis Fabrica (film)
Pour les articles homonymes, voir De humani corporis fabrica.
Pour plus de détails, voir Fiche technique et Distribution.
De Humani Corporis Fabrica est un film documentaire franco-suisse, réalisé par Lucien Castaing-Taylor et Véréna Paravel, sorti en 2022.
Le film explore le corps humain à travers des représentations de chirurgies et d'autopsies dans plusieurs hôpitaux de la région parisienne, y compris des séquences en gros plan de l'intérieur du corps humain. lI est une exploration non seulement du corps humain, mais du corps humain comme territoire à risques –les maladies, les accidents, les malformations, la sénilité et la mort sont les inévitables corollaires de la présence à l'hôpital–, et du corps humain comme un état parmi d'autres «corps» se contenant les uns les autres et interférant les uns avec les autres.
En quoi De humani corporis fabrica, qui n'a en apparence rien à voir avec l'écologie, construit bien une autre relation entre humain et non humain, réfute les vieilles séparations qui fondent notre «rapport au réel».Les différents organes –le cerveau, le cœur, les poumons, etc.– sont des corps en tant que tels, avec leur forme, leur poids, leurs couleurs, leurs puissances d'agir singulières. Mais, aussi, le corps du patient n'existe en tant que tel qu'en relation avec d'autres corps humains –les mains, les yeux, les muscles et les nerfs des médecins, des chirurgiens, des infirmiers, des aides-soignants, des laborantins, des personnels administratifs… Mais «la médecine», ou «la chirurgie», ou «la santé publique», sont bien des corps eux aussi, dans certains cas des «corps de métier», comme on dit, et chaque hôpital est un corps défini par ses organes internes, architecturaux, humains. Comme l'est aussi, mais différemment, «l'hôpital» comme entité médicale, sociale, urbanistique...
Le titre du film est une référence à un traité d'anatomie humaine éponyme que l'on doit au médecin et anatomiste brabançon Andreas Vesalius (André Vésale). Il a été rédigé de 1539 à 1542, publié à Bâle en 1543, par Johannes Oporinus et réédité en 1555.
Le film a été présenté en avant-première dans le cadre du programme de la Quinzaine des réalisateurs au Festival de Cannes 2022, ainsi que la cadre du Festival international du film de Toronto 2022 (Wavelengths programme) et du Festival du film de New York 2022.

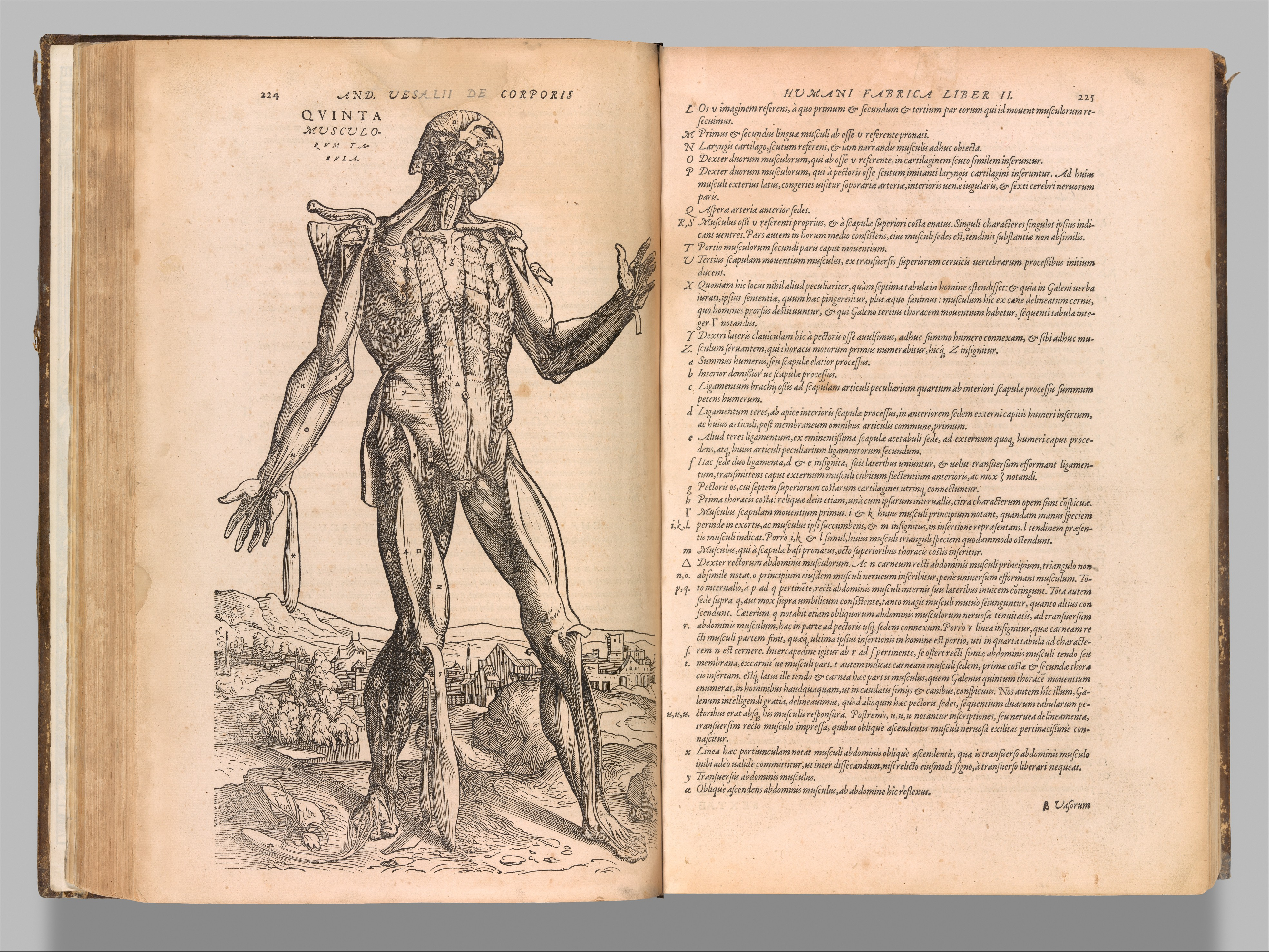
Page issue du livre De humani corporis fabrica d'André Vésale.

## Fiche technique
- Titre original : De Humani Corporis Fabrica
- Réalisation : Lucien Castaing-Taylor et Véréna Paravel
- Photographie : Lucien Castaing-Taylor et Vénéra Paraval
- Son : Lucien Castaing-Taylor et Vénéra Paraval
  - Montage son : Matthieu Fichet et Raphaël Sohier
- Montage : Lucien Castaing-Taylor et Vénéra Paraval
- Mixage : Bruno Ehlinger[6]
- Production : Valentina Novati, Charles Gillibert, Pauline Gugax, Max Karli, Lucien Castaing-Taylor et Vénéra Paraval[7]
- Sociétés de production : Norte Productions, CG Cinema, Rira Productions et S.E.L.
- Sociétés de distribution : Les Films du losange
- Pays de production :  France et  Suisse
- Langue originale : français
- Format : couleur - 1.85 - son 5.1
- Genre : documentaire
- Durée : 115 minutes
- Dates de sortie :
  - France : 11 janvier 2023 (sortie nationale)[8] ; 23 mai 2022 (Cannes, Quinzaine des réalisateurs)
- Classification :
  - France : Interdit aux moins de 12 ans avec avertissement[9]

## Production et Genèse

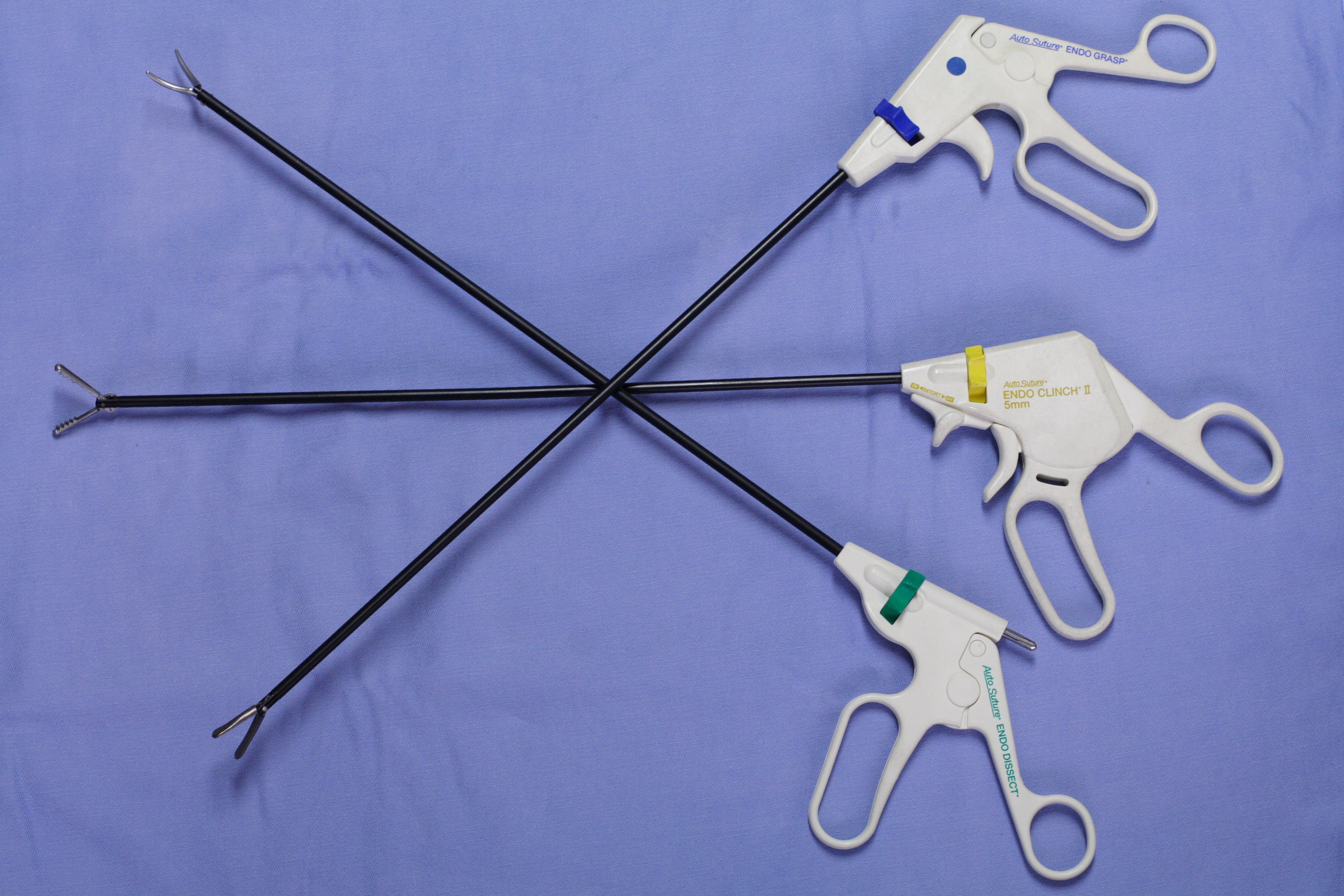
Instruments pour une opération cœlioscopique

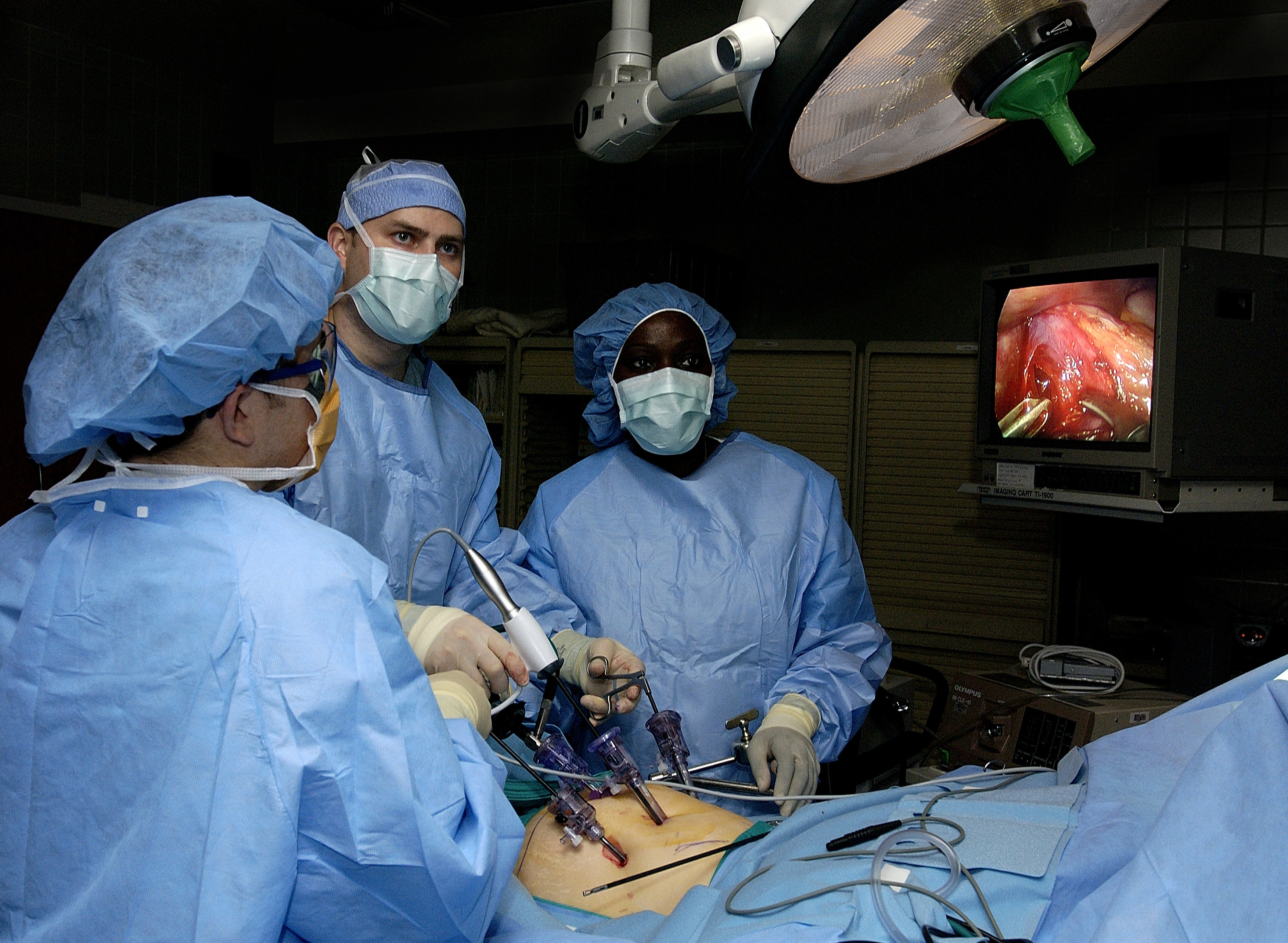
Exemple d'une opération de l'estomac par laparoscopie

Lucien Castaing-Taylor et Véréna Paravel sont deux anthropologues, l'un né au Royaume-Uni et l'autre en Suisse. Ils animent ensemble le département d'anthropologie visuelle de Harvard, le Sensory Ethnography Lab. dans ce cadre ils ont réalisé de nombreuses œuvres dont les longs métrages Leviathan et Caniba .
L'idée de De Humani Corporis Fabrica vient du constat que la médecine moderne s'est approprié les techniques du cinéma afin de perfectionner les interventions chirurgicales, des caméras étant de plus en plus utilisées à cette fin. Il est en particulier question de l'endoscopie chirurgicale,  une méthode d'exploration visuelle de l'intérieur (endon en grec) d'une cavité inaccessible à l'œil utilisée pour l'intervention chirurgicale. L'instrument utilisé, appelé endoscope, est composé d'un tube optique muni d'un système d'éclairage. Lorsqu'il est couplé à une caméra vidéo, il peut retransmettre l'image sur un écran. 
Des images authentiques de cœlioscopie ont alors été récupérées et intégrées au film.
Les réalisateurs ont expliqué que leur rencontre avec François Crémieux, qui à l’époque était le directeur de cinq hôpitaux du Nord de Paris, a été décisive pour la réalisation du film et l'attribution d'autorisation à filmer au sein d'hôpitaux de la région parisienne.

## Distinctions

### Récompenses
- Festinal international du film de Valladolid 2022
  - Prix du meilleur documentaire[11]